# Dicladispa machadoi
Dicladispa machadoi là một loài bọ cánh cứng trong họ Chrysomelidae. Loài này được Uhmann miêu tả khoa học năm 1957.